# Doktor Who
Doktor Who (ang. Doctor Who) – brytyjski serial science fiction, produkowany przez BBC od 1963 roku. Jego twórcami są Sydney Newman, C.E. Webber oraz Donald Wilson. W 1989 roku produkcja serialu została zawieszona. Po nieudanej próbie przywrócenia produkcji serialu w 1996 roku, którą był pilot w formie filmu telewizyjnego, program powrócił na antenę w 2005 roku. Serial składa się z ponad 800 odcinków, a jego producentem wykonawczym jest Russell T. Davies. Wraz z końcem 2023 roku tytułową rolę Doktora odgrywa Ncuti Gatwa.
Serial zyskał miano kultowego, wpisując się w poczet kultury brytyjskiej. Miał wpływ na kilka pokoleń ludzi związanych z przemysłem filmowym i telewizyjnym. Oglądanie programu w dzieciństwie zainspirowało ich do pracy w przemyśle telewizyjnym. Doktor Who zdobył uznanie krytyków i widzów jako jeden z najlepszych brytyjskich programów telewizyjnych – serial jest laureatem nagród, między innymi BAFTA i Nagród Hugo. Widnieje także w Księdze Rekordów Guinnessa jako najdłuższy serial science-fiction na świecie; dzierży również rekord Guinnessa za równoczesną emisję odcinka w największej liczbie krajów.
Doktor Who doczekał się spin-offów, takich jak Torchwood, Przygody Sary Jane oraz Class. Do nich można zaliczyć również K-9 and Company, który skończył się na odcinku pilotażowym, a także serie dokumentalnych programów o kulisach serialu pt. Doktor Who: Ściśle tajne oraz Doctor Who Extra. Dodatkowo powstały także spin-offy, które nie zostały wyprodukowane przez BBC, ale zostały przez nią zatwierdzone, takie jak K-9, czteroczęściowe P.R.O.B.E., Downtime, Dæmos Rising i inne. Z serialem jest również związanych wiele odcinków radiowych, słuchowisk, książek i komiksów. Powstały także skecze związane z Doktorem Who, a w innych mediach i programach można znaleźć nawiązania do serialu.

## Fabuła
Serial skupia się na przygodach Władcy Czasu – podróżującego przez czas i przestrzeń humanoidalnego obcego, znanego jako Doktor. Zwiedza wszechświat w swojej TARDIS – żyjącym statku kosmicznym, który wygląda jak niebieska budka policyjna. W swoje podróże zabiera zwykle towarzyszy, których większość zalicza się do rodzaju ludzkiego. Podczas swych wycieczek po wszechświecie Doktor mierzy się z wrogami, ratuje cywilizacje, pomaga ludziom i naprawia błędy.

## Historia
Doktor Who został wyemitowany po raz pierwszy w Wielkiej Brytanii na kanale BBC One, o godzinie 17:16:20 czasu Greenwich w dniu 23 listopada 1963 roku. Za stworzenie serialu w dużej mierze odpowiada ówczesny dyrektor artystyczny BBC, Kanadyjczyk Sydney Newman, który wspólnie z dyrektorem departamentu scenariuszy Donaldem Wilsonem oraz scenarzystą C.E. Webberem napisał pierwszy skrypt serialu. Ponadto do rozwoju produkcji przyczynili się również scenarzysta Anthony Coburn, David Whitaker, a także script editor oraz późniejsza producent serialu Verity Lambert. Charakterystyczna muzyka z czołówki serialu została skomponowana przez Rona Grainera z BBC Radiophonic Workshop, a zaaranżowana przez Delię Derbyshire.
Pierwotnie serial miał być programem edukacyjnym i pełnić funkcje wychowawcze. Za pomocą podróży w czasie chciano przenosić widza zarówno w przeszłość, do ważnych wydarzeń historycznych, jak również w przyszłość, by pokazywać odkrycia naukowe. Doktor Who z założenia miał być telewizyjną pozycją do wspólnego rodzinnego oglądania we wczesne sobotnie wieczory. Wkrótce jednak science fiction zdominowało serial, a motywy historyczne, które nie były zbyt popularne, zostały ostatecznie zarzucone po odcinku The Highlanders w 1967 roku, stanowiąc od tej pory jedynie tło do przedstawianej historii.
BBC produkowało serial przez 26 sezonów, których premiera odbywała się na BBC 1. Spadająca oglądalność, mniej korzystne godziny nadawania oraz niechęć wobec programu ówczesnego dyrektora BBC – Jonathana Powella w 1989 roku doprowadziły do oficjalnego anulowania serialu, choć po gwałtownych protestach ze strony fanów serialu BBC kilkakrotnie zapewniało, że serial nie został anulowany, a jedynie zawieszony na czas nieokreślony.
Podczas gdy krajowa produkcja serialu została wstrzymana, BBC miało nadzieję na znalezienie źródła niezależnego finansowania ze strony innego producenta, który byłby zainteresowany wznowieniem serialu. W końcu Philip Segal, pracujący dla Columbia Pictures w Stanach Zjednoczonych, zgłosił się do BBC, zainteresowany projektem, jeszcze w 1989 roku, gdy 26 seria wciąż była w trakcie produkcji. Negocjacje prowadzone przez Segala doprowadziły w końcu do produkcji filmu telewizyjnego, który miał być wstępem do kolejnych odcinków serialu. Film ten został wyemitowany przez Fox w 1996 roku i powstał dzięki współpracy z Universal Television, BBC Television oraz BBC Worldwide. Pomimo wysokich wyników oglądalności w Wielkiej Brytanii, w Ameryce film nie zdobył wystarczającej popularności, w związku z czym zapowiadane dalsze odcinki serialu we współpracy z Fox nigdy nie zostały wyprodukowane.
Upoważnione media publikowały kolejne przygody różnych Doktorów w formie opowiadań i odcinków radiowych, jednakże serial pozostawał nieprodukowany aż do września 2003 roku, kiedy BBC ogłosiło przywrócenie produkcji na krajowych warunkach finansowych. Producentami wykonawczymi serialu zostali scenarzysta Russell T. Davies oraz dyrektor artystyczny BBC Cymru Wales Julie Gardner.
Serial powrócił na ekrany odcinkiem Rose 26 marca 2005 roku za sprawą Russella T Daviesa, który był producentem wykonawczym serialu oraz jego naczelnym scenarzystą do 2010 roku. Serialowa wersja produkowana od 2005 roku jest bezpośrednią kontynuacją serialu z lat 1963–1989 i filmu z 1996 roku, co jest często podkreślane w programach dokumentalnych związanych z serialem (takich jak Doktor Who: ściśle tajne), jak również w serialu – w okazjonalnych retrospekcjach używa się materiałów ze starych odcinków, jak i nawiązuje się do starych przygód Doktora. Od czasu powrotu Doktora Who wyprodukowano jedenaście sezonów w latach 2005–2008, 2010-2015 i 2017–2018, a także w każde Boże Narodzenie od 2005 roku do 2017 był emitowany świąteczny odcinek specjalny. W roku 2009 i na początku 2010 zamiast pełnego sezonu zostały wyprodukowane odcinki specjalne, powstał także odcinek specjalny wyemitowany w Nowy Rok w 2019 roku. W 2010 roku Steven Moffat zastąpił Daviesa na stanowisku naczelnego scenarzysty i producenta wykonawczego, jego natomiast od 11. serii zastąpił Chris Chibnall. W 2021 roku na stanowisko producenta wykonawczego powrócił Russell T. Davies.
W 2022 roku ogłoszono, że odcinki specjalne z okazji 60. rocznicy serialu, oraz 14 seria emitowane będą na platformie Disney+ (w Wielkiej Brytanii i Irlandii za emisję dalej będzie odpowiadać BBC).

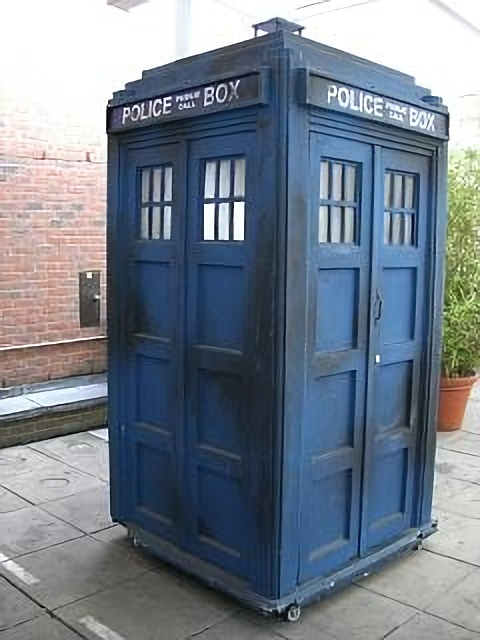
TARDIS – rekwizyt używany w latach 1980–1989

### Popularność serialu
Serial szybko stał się znany w całej Wielkiej Brytanii, został przedmiotem niezliczonych żartów i nawiązań, nadmieniano o nim w gazetach i innych mediach. Stał się fenomenem niepodobnym do żadnego innego brytyjskiego programu telewizyjnego, a wielu znanych aktorów wystąpiło w rolach gościnnych. Serial zyskał również popularność poza granicami kraju pochodzenia. Oficjalnie liczba fanów nigdy nie została ustalona, jednak serial ma wielbicieli zarówno w całej Europie, jak i na świecie. Prawa do emisji zostały sprzedane wielu zagranicznym stacjom telewizyjnym.
Wraz ze wzrostem popularności pojawiły się kontrowersje dotyczące treści prezentowanych w serialu i tego, czy serial nadal jest odpowiedni dla dzieci. Przykładowo, w latach 60. i 70. działaczka na rzecz moralności Mary Whitehouse wielokrotnie składała skargi na serial do BBC, ponieważ według niej zawierał on zbyt wiele drastycznych treści. Jej działania przyniosły jednak serialowi jeszcze większą popularność, zwłaszcza wśród dzieci. John Nathan-Turner, który był producentem serialu w latach 80., wręcz cieszył się z wygłaszanych przez Whitehouse niepochlebnych komentarzy, ponieważ wkrótce po nich zwykle zwiększała się oglądalność serialu. Krytycy serialu twierdzą też, że zawiera on zakamuflowaną propagandę na rzecz idei lewicowych.
Za szczególnie przerażające elementy występujące w serialu uznawano m.in. policjantów o pustych spojrzeniach i plastikowe lalki mordujące niczego niespodziewające się osoby z historii Terror of the Autons z ery trzeciego Doktora. Inne wymieniane szczegóły to m.in. leżący na podłodze mózg w historii z ery czwartego Doktora pt. The Brain of Morbius oraz próba utopienia Doktora w historii The Deadly Assassin.
Wygląd i kształt TARDIS w formie niebieskiej budki policyjnej (niegdyś częsty widok na ulicach miast Wielkiej Brytanii) stał się w świadomości widzów motywem mocno związanym z programem. Pierwotnie za właśnie taki wygląd TARDIS odpowiedzialny był pierwszy scenarzysta serialu – Anthony Coburn. W 1996 roku BBC złożyła wniosek o zastrzeżenie wyglądu niebieskiej budki policyjnej jako znaku towarowego związanego z serialem. Dwa lata później, w 1998 roku, policja metropolitalna wniosła sprzeciw, lecz w 2002 roku biuro patentowe przyznało ostatecznie BBC prawa do znaku towarowego.
XXI wiek przyniósł przywrócenie produkcji, a serial stał się gwiazdą sobotniego pasma antenowego stacji BBC One. Od powrotu na ekrany w 2005 roku nieustanie gromadzi miliony ludzi przed telewizorami, a w brytyjskim Appreciation Index (Indeksie ocen) serial osiąga wyższe wyniki w rankingu niż jakikolwiek inny serial telewizyjny, nie licząc oper mydlanych.
Doktor Who zdobył uznanie krytyków i widzów jako jeden z najlepszych brytyjskich programów telewizyjnych – serial jest laureatem wielu nagród, między innymi BAFTA (wielokrotne zwycięstwo w kategoriach najlepszy serial, najlepszy scenariusz, najlepszy reżyser, najlepszy aktor), czy też Nagród Hugo (za krótką prezentację dramatyczną). Widnieje także w Księdze Rekordów Guinnessa jako najdłuższy serial science-fiction na świecie; dzierży również rekord Guinnessa za równoczesną emisję odcinka w największej liczbie krajów.

## Odcinki
Serial początkowo składał się z 26 sezonów, emitowanych na BBC One od 23 listopada 1963 aż do 6 grudnia 1989 roku, kiedy przerwano produkcję serialu. Serie wyprodukowane w tym okresie nazywane są „klasycznymi” i składają się na kilkuczęściowe historie, zawierające zwykle od czterech do sześciu części w pierwszych latach nadawania lub od trzech do czterech w późniejszym okresie. Niektóre wyjątki od tej reguły to między innymi 12-częściowa historia The Daleks’ Master Plan, jednoczęściowa Mission to the Unknown czy 10-częściowa historia The War Games. Większość historii stanowi odrębne całości, jedynie w kilku przypadkach zostały połączone motywami przewodnimi. Do takich wyjątków zalicza się wątek Mistrza pojawiającego się kilkakrotnie w 8 sezonie, wątek „klucza czasu” przewijający się przez 16 sezon, podróży przez E-Space w 18 sezonie, czy też motyw czarnego strażnika w sezonie 20. Odcinki z tego okresu trwały zwykle 25 minut (z wyjątkiem historii Resurrection of the Daleks z ery piątego Doktora (1984 rok) oraz 22 sezonu, kiedy to odcinki trwały 45 minut, a także 90-minutowego odcinka specjalnego The Five Doctors). Początkowo, kolejne odcinki, oprócz posiadania zbiorczego tytułu obejmującego całą historię, posiadały osobny, własny tytuł (ale posiadały wspólny dla wszystkich części poszczególnych historii kod produkcyjny). Od historii The Gunfighters (1966 rok) zarzucono praktykę nadawania poszczególnym odcinkom osobnych tytułów, nadawano im tylko kolejne numery.
Po przerwaniu produkcji serialu kilkakrotnie pojawiły się próby reaktywacji produkcji, również we współpracy zagranicznych inwestorów, czego przykład stanowi film telewizyjny wyprodukowany w 1996 roku. Film ten, mimo że nie pomógł przywrócić produkcji serialu, jest uznawany za kanoniczny.
Serial udało się reaktywować w 2005 roku. Od tego czasu serie składają się z 13 odcinków i zwykle trwają 45 minut. Odcinki sezonu połączone są zwykle jakimś motywem przewodnim, który znajduje swoje rozwiązanie w finale serii, a każdy poszczególny odcinek posiada osobny tytuł, nawet gdy stanowi część kilkuodcinkowej historii. Ponadto, na każde Święta Bożego Narodzenia produkowany jest odcinek specjalny, stanowiący łącznik pomiędzy seriami, a w latach 2008–2010 wyemitowano także 5 odcinków specjalnych z udziałem dziesiątego Doktora, które trwały od 60 do 75 minut. Począwszy od odcinka Planeta umarłych w 2009 roku, wszystkie odcinki są kręcone w HD w rozdzielczości 1080i, a także emitowane równocześnie zarówno na BBC One, jak i BBC HD.
Do serialu wyprodukowano również kilka miniodcinków na specjalne okazje lub też dla celów charytatywnych. Do takich odcinków zaliczają się krótkie odcinki charytatywne dla Children in Need w latach 1993, 2005 i 2007. Wyprodukowano również miniodcinek dla serialowej edycji The Proms w 2008 roku i dwa miniodcinki dla Comic Relief w 2011 roku, a także dwa krótkie odcinki z okazji 50 rocznicy serialu.
Dla uczczenia 50. rocznicy powstania serialu wyprodukowano odcinek specjalny w technologii 3D, który to był pierwszym tego typu w historii serialu. To również pierwszy kanoniczny odcinek Doktora Who wyświetlony w kinach i to na terenie wielu krajów świata. Serialowi przyniosło to również zdobycie kolejnego rekordu Guinnessa, tym razem za największą równoczesną emisję serialu telewizyjnego, obejmującą 94 kraje świata.

### Zaginione odcinki
W latach 1967–1978 wiele starych materiałów magazynowanych przez BBC na taśmach i w wideotekach było dla oszczędności niszczone albo wymazywane. Taki los spotkał też wiele starych odcinków Doktora Who, głównie historie przygód dwóch pierwszych Doktorów (granych przez Williama Hartnella i Patricka Troughtona). Później, utracone odcinki próbowano odzyskiwać – niektóre ocalały więc w wersji czarno-białej (jak pierwszy odcinek trzeciego Doktora z historii Invasion of the Dinosaurs), a niektóre jako kopie. W sumie w archiwach BBC brakuje 97 z 253 odcinków produkowanych przez pierwsze sześć lat.

## Emisja serialu w Polsce
W Polsce widzowie mogli po raz pierwszy zobaczyć Doktora Who w 1979 roku, kiedy TVP pokazała dwa niekanoniczne filmy kinowe o jego przygodach: Dr Who wśród Daleków (sobota, 6 października 1979, 16:30, PR I) oraz Najazd Daleków na Ziemię (środa, 26 grudnia 1979, 15:20, PR II). 26 marca 1999 roku na kanale Polsat 2 został wyemitowany film telewizyjny Doktor Who z 1996 roku. Niektóre klasyczne odcinki serialu z udziałem Toma Bakera w roli czwartej inkarnacji Doktora były także emitowane na kanale Tele 5 od 20 kwietnia 2002 do sierpnia 2003 roku.
Od 1 października do 30 grudnia 2006 TVP1 wyemitowała pełny sezon z dziewiątym Doktorem z 2005 roku. Po odcinku Trzecia wojna światowa przesunięto emisję serialu z niedzieli o 15:05 na 11:05 w sobotę. 6 stycznia 2007 roku o 11:30 wyemitowano specjalny odcinek świąteczny z 2005 roku pt. Świąteczna inwazja z dziesiątym Doktorem. Następnie wyemitowano pierwszy odcinek sezonu z 2006 roku, po czym nagle przerwano emisję. Wznowiono ją w późniejszym czasie, jednak ani trzecia seria, ani poprzedzający ją odcinek specjalny nie ukazały się już na tym kanale.
Doktor Who był również emitowany na kanale BBC Entertainment, który od początku swojego istnienia w 2007 roku aż do zakończenia nadawania kanału na początku 2015 roku, nadawał premierowe odcinki kolejnych sezonów. Na tym kanale emitowano także serię filmów dokumentalnych Doktor Who: ściśle tajne, spin-off serialu Doktor Who – Torchwood oraz związany z nim program dokumentalny Torchwood bez tajemnic. Dziewiąta seria serialu (z 2015 roku) została premierowo wyświetlona w 2016 roku na kanale BBC HD. W 2016 roku Doktor Who był wyświetlany także na kanale Filmbox Extra. Serie od piątej do dziewiątej były także dostępne z polskimi napisami za pośrednictwem serwisu Netflix w latach 2016–2018.
W Polsce Doktora Who emitował także kanał BBC First od czasu swojego powstania od 26 października 2018 roku do 5 czerwca 2023 roku.
Od 25 listopada 2023 roku w Polsce na Disney+ pojawiają się odcinki z serii 14, wraz z odcinkami specjalnymi.
Spin-offy serialu Przygody Sary Jane były emitowane na kanałach Cartoon Network oraz Teletoon+, a K-9 na kanale Disney XD, oba z polskim dubbingiem.

## Postacie

### Doktor
Tytułowa postać serialu, którą do tej pory grało czternastu aktorów. Doktor, którego prawdziwe imię nie jest znane, pochodzi z planety Gallifrey i jest przedstawicielem rasy Władców Czasu. Wiele lat temu, jeszcze przed wydarzeniami z serialu, ukradł starą TARDIS – żywy statek kosmiczny, którym podróżuje przez czas i przestrzeń, niejednokrotnie ratując różne planety lub cywilizacje przed zagrożeniami. Głównymi atrybutami Doktora są papier parapsychiczny i śrubokręt soniczny. Doktor, jak sam mówi, czuje się samotny w swych podróżach, zabiera ze sobą towarzyszy. Pierwszą towarzyszką Doktora była jego wnuczka, Susan Foreman.
Doktor, podobnie jak inni Władcy Czasu, może zregenerować swe ciało 12 razy, radykalnie zmieniając swój wygląd i osobowość. Ma również zdolności telepatyczne, a także pewną formę jasnowidzenia, potrafi wykrywać dotykiem obecność jonów i sprawdzać rodzaj substancji za pomocą języka. Posiada podwójny układ krwionośny z dwoma sercami, potrafi także obniżyć temperaturę własnego ciała. Wydaje się także być doskonale przystosowany do podróży w czasie oraz odporny na jego zawirowania.
Przemiana jednego Doktora w kolejnego jest nazywana w serialu regeneracją – procesem życiowym Władców Czasu, który umożliwia Doktorowi przeżycie pomimo otrzymania śmiertelnych obrażeń – w jego wyniku zmienia swoje ciało i osobowość. Chociaż każda inkarnacja Doktora jest inna i przy różnych okazjach postać ta spotyka samą siebie w różnych swoich wcieleniach, to wciąż są to jedynie różne aspekty tej samej osoby. Obecnie rolę Doktora odgrywa Jodie Whittaker, która w odcinku świątecznym w 2017 roku przejęła ją od Petera Capaldiego.

### Towarzysze Doktora
Doktor niemal zawsze dzieli swoje przygody z kimś, kogo niedawno poznał i kogo dla towarzystwa zabrał ze sobą. W latach 1963–1996 w serialu przewinęło się 33 towarzyszy, natomiast od 2005 – ponad 15. Pierwszymi towarzyszami Doktora byli jego wnuczka Susan Foreman (Carole Ann Ford) i jej nauczyciele: Barbara Wright (Jacqueline Hill) i Ian Chesterton (William Russell).
Większość kompanów Doktora była ludźmi, jedynie nieliczni należeli do innych ras. Wśród nich można wyróżnić takie postacie, jak Susan i Romana (które należały do tej samej rasy, co Doktor) czy psa-robota K-9 (którego Doktor zbudował). Najdłużej występującymi towarzyszkami były Clara Oswald (Jenna Coleman) (która pojawiła w 37 odcinkach), Rose Tyler (Billie Piper) (która znalazła się w 35 odcinkach) oraz Amy Pond (Karen Gillan) (która wystąpiła w 34 odcinkach). Inne najdłużej występujące towarzyszki to m.in. Sara Jane Smith (Elisabeth Sladen), która była towarzyszką trzeciego, czwartego i dziesiątego Doktora, czy Tegan Jovanka (Janet Fielding), towarzyszka czwartego i piątego Doktora.
Jedyną historią z klasycznych odcinków serialu, w której Doktor podróżował sam, była The Deadly Assassin. Niektórzy twierdzą, że taka sytuacja miała miejsce także w siódmym sezonie, ponieważ Liz Shaw, z którą Doktor rozwiązywał wtedy zagadki, nigdy TARDIS nie latała. Oficjalnie jednak jest zaliczana do towarzyszy Doktora. W nowych odcinkach serialu taka sytuacja mała miejsce w historii Heaven Sent / Hell Bent.
Pojawianie się towarzysza ma zapewnić widzowi możliwość zidentyfikowania się z postacią i wymusza na Doktorze wyjaśnianie pewnych wydarzeń i elementów. Doktor regularnie poznaje nowych znajomych i rozstaje się ze starymi, którzy z różnych powodów opuszczają Doktora, np. wracają do domu, zostają uwięzieni w równoległym świecie lub giną.
Pomimo że Doktorowi przeważnie towarzyszą młode, atrakcyjne kobiety, zespół produkcyjny serii z lat 1963–1989 długo nie wprowadzał wątków romantycznych. Tabu przełamano dopiero w 1996 roku, w filmie telewizyjnym, gdzie ósmy Doktor całuje swoją towarzyszkę Grace Holloway. W serii z 2005 roku Doktor i Rose są parą, choć zwłaszcza na początku zdecydowanie zaprzeczają, że cokolwiek ich łączy. W odcinku Smith i Jones dziesiąty Doktor całuje swoją nowo-poznaną towarzyszkę Marthę Jones, która mimo że celem zachowania Doktora był wyłącznie transfer próbki genetycznej, zaczęła żywić do niego romantyczne uczucia.

### Wrogowie Doktora

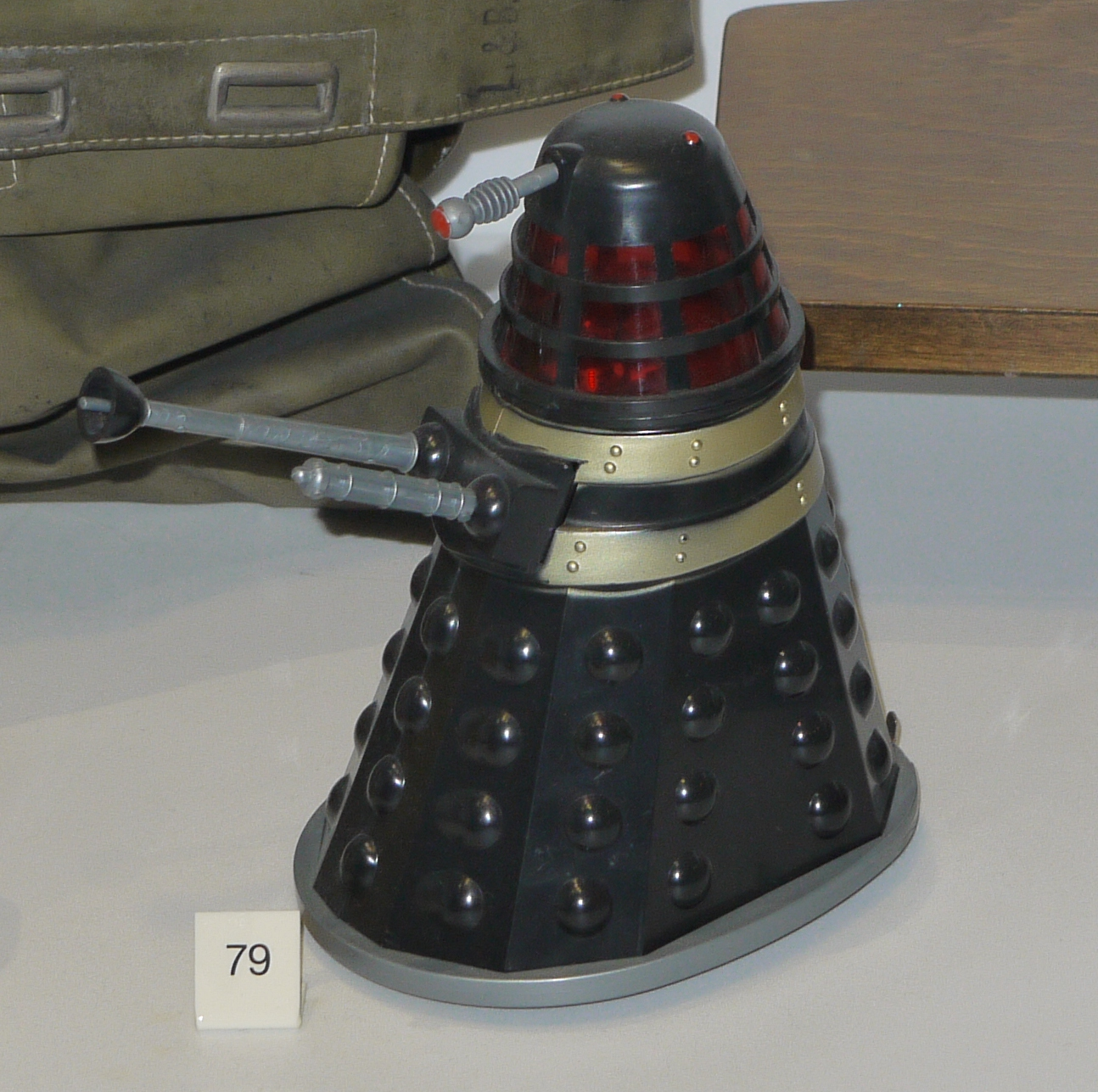
Dalek jako eksponat Muzeum Nauki w Londynie

#### Dalekowie
Dalekowie pojawili się na ekranie po raz pierwszy w drugiej historii serialu pt. The Daleks w 1963 roku i są najstarszymi znanymi antagonistami Doktora. Dalekowie to zmodyfikowana genetycznie przez naukowca o imieniu Davros rasa Kaledów z planety Skaro. Z wyglądu przypominają ośmiornicę z dużym, wyraźnie zarysowanym mózgiem. Poruszają się w mechanicznej zbroi, przypominającej czołg, która składa się z wysięgnika z soczewką umożliwiającego widzenie, urządzenia przypominającego przyssawkę oraz małego lasera. Celem Daleków jest zniszczenie wszystkich bytów, które są inne niż one same, a ich charakterystycznym okrzykiem bojowym jest „Eksterminować!” (ang. Exterminate!). Dalekowie zostali stworzeni przez pisarza Terry’ego Nationa, który stworzył ich jako alegorię nazistów.

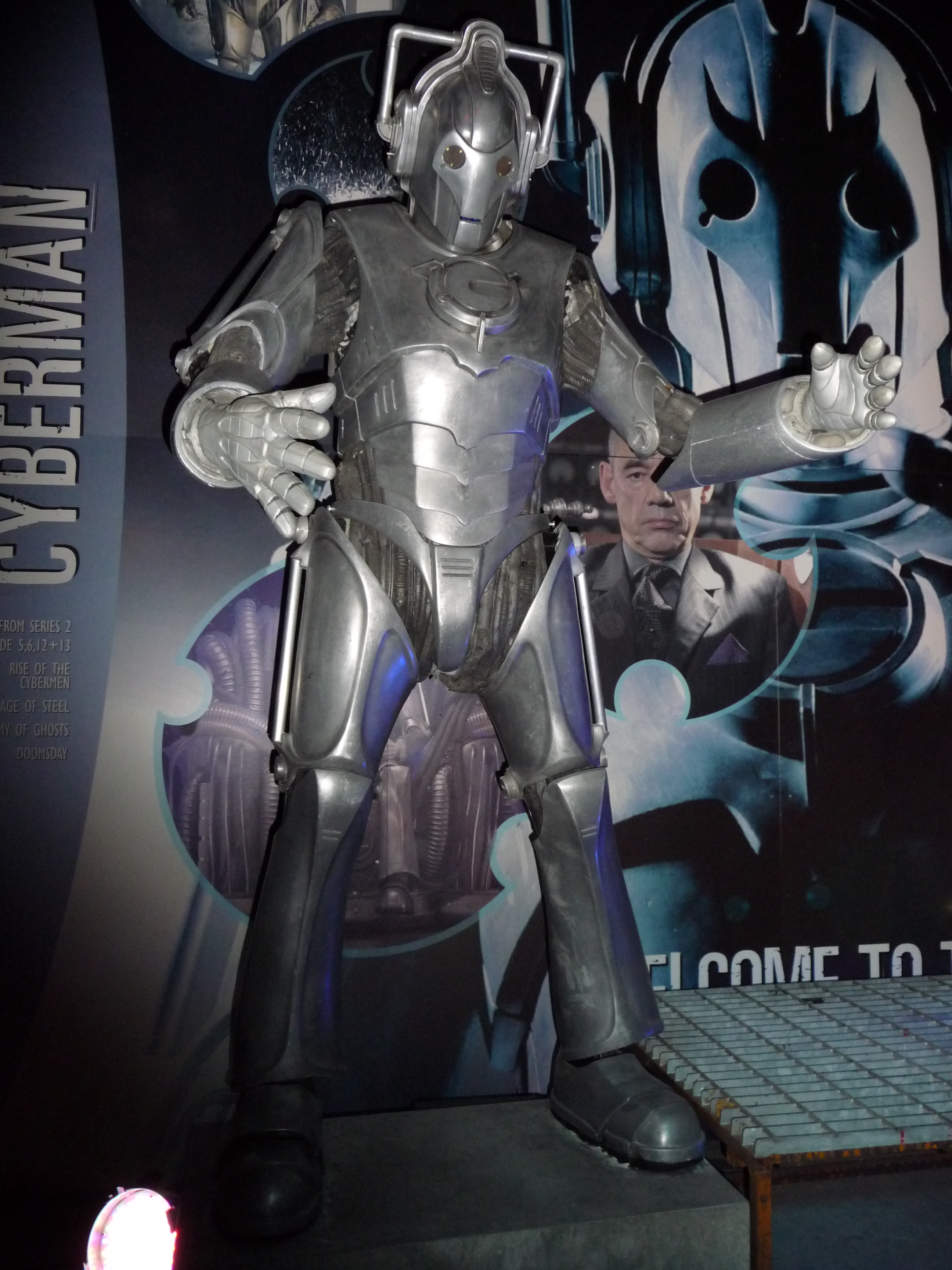
Cyberman z 2010 roku

#### Cybermeni
Cybermeni pojawili się po raz pierwszy w ostatniej historii z ery pierwszego Doktora – The Tenth Planet. Początkowo byli humanoidami z bliźniaczej planety Ziemi, Mondas. Dopiero zachłanne instalowanie w sobie coraz większej liczby implantów zmieniło je w zimne maszyny, które pokazują emocje tylko pod wpływem agresji. Po zagładzie na Mondas uznali Telos za swoją planetę.
Nowa seria wprowadza zupełnie nową wersję Cybermenów, stworzonych w alternatywnym wszechświecie przez szalonego naukowca – Johna Lumica; jego celem było przedłużenie życia człowieka przez przeniesienie jego świadomości do metalowego, wytrzymałego ciała – swoją nowo powstałą armią kierował przez rozpowszechnioną na całą Anglię sieć komórkową, hamując ich emocje elektronicznym chipem.

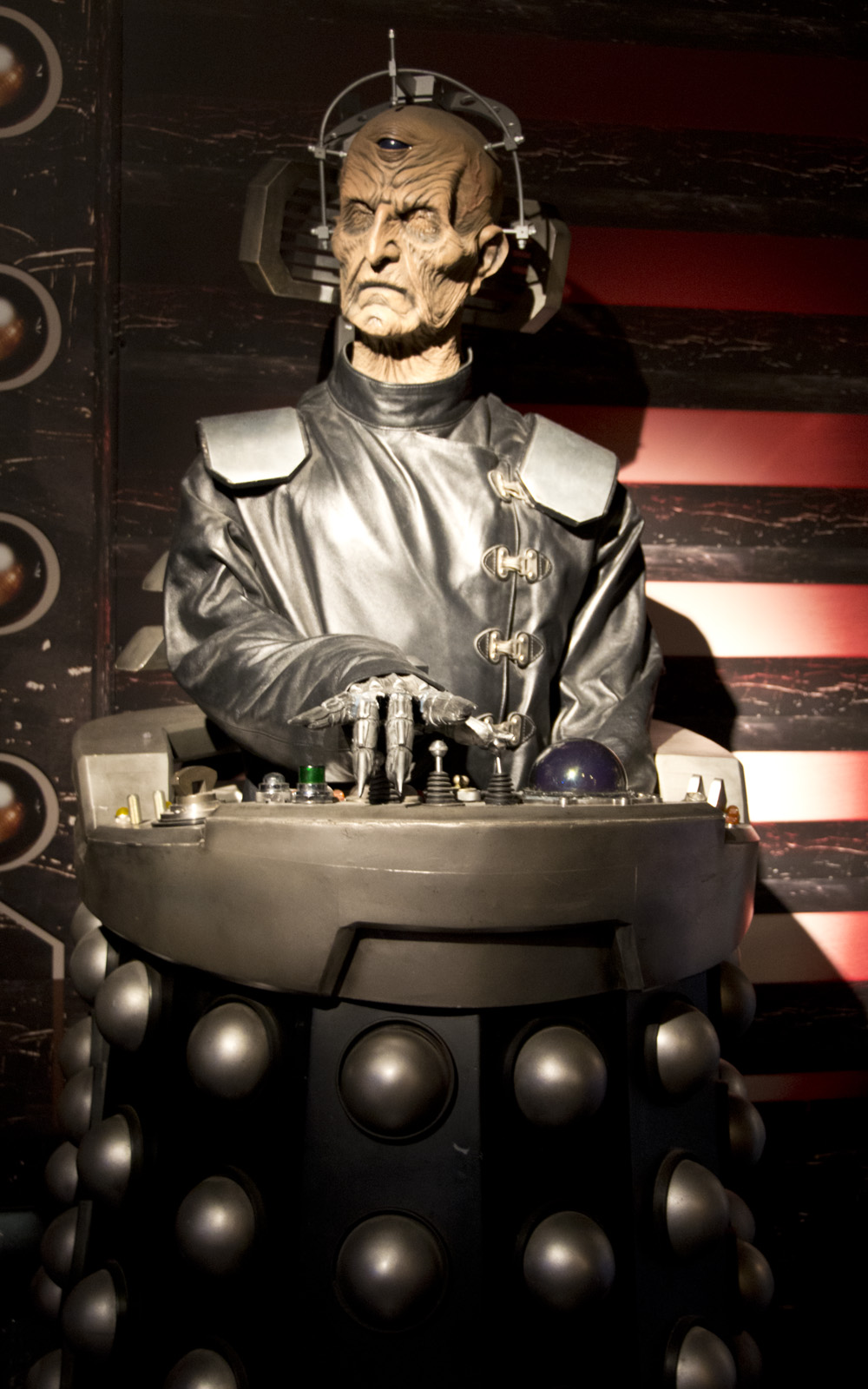
Kopia wizerunku Davrosa z 2010 roku

#### Davros
Davros jest genialnym naukowcem o megalomańskich cechach, pochodzącym ze Skaro – planety niegdyś rozdartej wojną pomiędzy Thalami i Kaledami. Jest twórcą Daleków i wierzy, że stworzona przez niego rasa jest w stanie władać wszechświatem. Po raz pierwszy postać ta pojawia się w historii Genesis of the Daleks, w której Władcy Czasu odesłali Doktora do przeszłości, aby zniszczył Daleków, zapobiegł ich powstaniu lub zmodyfikował ich strukturę genetyczną tak, by stali się mniej wojowniczy. Davros posiada jedynie jedną sprawną rękę i cybernetyczne oko, którego używa zamiast swoich prawdziwych oczu. Ponieważ nie posiada dolnej połowy ciała, jest całkowicie zależny od elektronicznego krzesła.
Postać Davrosa odgrywało w serialu kilku aktorów: Michael Wisher (Genesis of the Daleks), David Gooderson (Destiny of the Daleks), Terry Molloy (Resurrection of the Daleks, Revelation of the Daleks, Remembrance of the Daleks), Julian Bleach (Skradziona Ziemia, Koniec podróży, The Magician’s Apprentice, The Witch’s Familiar) oraz Joey Price (jako dziecko, The Magician’s Apprentice, The Witch’s Familiar).

#### Mistrz
Mistrz (ang. The Master) jest Władcą Czasu pochodzącym z planety Gallifrey. Po raz pierwszy pojawił się w odcinku Terror of the Autons z ery trzeciego Doktora. Mówi się, że jest dla Doktora tym, kim dla Sherlocka Holmesa był James Moriarty. Zna Doktora od dzieciństwa – wtedy jeszcze się przyjaźnili. Mistrz jest znany z korzystania z przebrań i anagramów. Podróżuje w czasie, tak jak Doktor, jednak jego głównym celem jest dominacja i zdobycie władzy absolutnej. Jego TARDIS nie ma uszkodzonego obwodu kameleona i może dowolnie zmieniać swój kształt. Mistrz, jako Władca Czasu, miał wiele wcieleń. W związku z tym Mistrza grało wielu aktorów. Byli to: Roger Delgado (1971–1973), Peter Pratt (1976), Geoffrey Beevers (1981), Anthony Ainley (1981–1989), Gordon Tipple (1996), Eric Roberts (1996), Derek Jacobi (2007), John Simm (2007–2010), William Hughes (jako dziecko, 2007), Michelle Gomez (2014-2017) oraz Sasha Dhawan (od 2020).

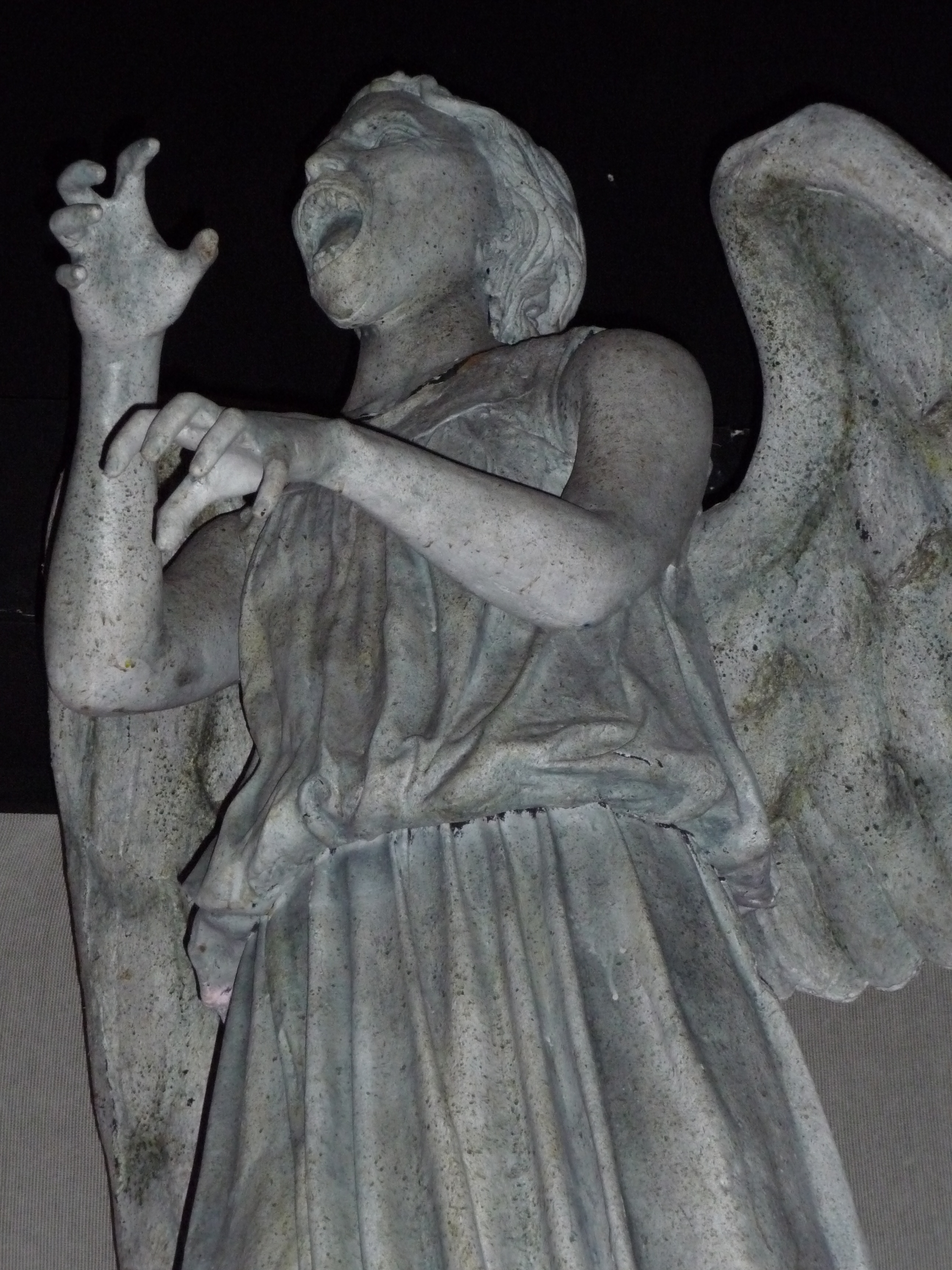
Wizerunek Płaczącego Anioła

#### Płaczące Anioły
Płaczące Anioły to rasa łowców nieznanego pochodzenia, których serialowym twórcą jest scenarzysta Steven Moffat. Po raz pierwszy pojawiły się w przygodach dziesiątego Doktora w odcinku Mrugnięcie. Są to łowcy z unikatową metodą zabijania swoich ofiar: poprzez dotknięcie wysyłają swą zdobycz w przeszłość, w której jeszcze się nie narodziły, by tam dożyły końca swych dni. Dzięki temu Anioły pochłaniają energię z dni, które im zabrały w teraźniejszości. Istoty te potrafią poruszać się z szybkością równą mrugnięciu oka, co pozwała im z łatwością złapać swoją zdobycz. Dysponują również unikatowym mechanizmem obronnym – jeśli ktoś na nie spogląda, trwają zamienione w kamień, co praktycznie uniemożliwia ich zabicie. Zasady mechanizmu dotyczą jednak również ich własnego gatunku – patrząc na siebie, utknęliby w kamieniu na zawsze, dlatego zasłaniają oczy. Od tego zwyczaju wzięła się ich nazwa – Płaczące Anioły. Doktor określił ich zdolności jako największą zaletę i klątwę – są to najbardziej samotne istoty we Wszechświecie, ponieważ nie mogą nigdy spoglądać na siebie. Jedynym znanym sposobem na zabicie Anioła jest stworzenie paradoksu czasowego. Do tej pory Anioły pojawiły się w odcinkach Mrugnięcie, dwuodcinkowej historii Czas Aniołów / Kamienne ciała, Kompleks boga, Anioły na Manhattanie oraz Czas Doktora.

## Adaptacje i nawiązania

### Filmy nawiązujące do serialu
W latach 60. XX wieku powstały dwa pełnometrażowe filmy kinowe, Dr Who wśród Daleków (w 1965 roku) oraz Najazd Daleków na Ziemię (w 1966 roku). Oba filmy są luźną adaptacją wcześniej wyemitowanych odcinków telewizyjnych, konkretniej tych składających się na dwie pierwsze historie, w których występują Dalekowie, kolejno The Daleks i The Dalek Invasion of Earth.
W filmach tych zmieniono wiele elementów w porównaniu do wersji telewizyjnej – w związku z tym oba te filmy, jak i postać doktora w nich występująca, nie są uznawane za kanoniczne wcielenie Doktora. Doktor Cushinga jest ekscentrycznym wynalazcą, który zbudował swoją TARDIS; ponadto nie jest Władcą Czasu, lecz człowiekiem, który nazywa się „Who”.
Planowany był również trzeci film z tej serii, którego fabuła miałaby się opierać na odcinku The Chase z 1965 roku, lecz jego produkcja nigdy nie została zrealizowana z powodu niskich przychodów ze sprzedaży biletów drugiego filmu.

### Spin-offy

#### Teatr
Doctor Who wielokrotnie pojawił się na deskach teatrów. We wczesnych latach 70. Trevor Martin grał rolę Doktora w sztuce Doctor Who and the Daleks in the Seven Keys to Doomsday. W późnych latach 80. zarówno Jon Pertwee, jak i Colin Baker powracali w roli Doktora w wielokrotnie wystawianym przedstawieniu Doctor Who – The Ultimate Adventure. Ponadto Terry Nation napisał w latach 60. XX wieku sztukę The Curse of the Daleks, która była związana z uniwersum Doktora, ale sama postać Doktora w niej nie występowała.

#### Telewizja
Pilotażowy odcinek pt. A Girl’s Best Friend serialu K-9 and Company został wyemitowany w 1981 roku. W rolach głównych wystąpili Elisabeth Sladen (jako Sara Jane Smith) oraz John Leeson (jako głos K-9). Nie podjęto jednak produkcji pełnego sezonu.
W latach 80. pojawiły się propozycje wyprodukowania serialu animowanego związanego z Doktorem Who ze strony firmy Nelvana, ale seria nigdy nie powstała.
Po przywróceniu serialu Doktor Who w 2005 roku ówczesny producent wykonawczy serialu, Russell T. Davies, został poproszony o stworzenie serialu science fiction przeznaczonego dla starszej widowni, którego emisja mogłaby się odbywać w godzinach wieczornych. W wyniku tego powstał spin-off serialu pt. Torchwood (słowo to jest anagramem oryginalnego tytułu – Doctor Who). Serial opowiada o losach pracowników Instytutu Torchwood, który zajmuje się bronieniem Ziemi przed zagrożeniami z kosmosu. Serial miał swoją premierę na BBC Three 22 października 2006 roku. W serialu tym John Barrowman powraca do roli kapitana Jacka Harknessa (postać ta pojawiła się w serii z 2005 roku). Oprócz Barrowmana początkowo w spin-offie występowali Eve Myles (wystąpiła wcześniej w innej roli w odcinku Niespokojni nieboszczycy z 2005 roku), Burn Gorman, Naoko Mori (pojawiła się w odcinku Kosmici z Londynu) oraz Gareth David-Lloyd. W drugim sezonie tego serialu pojawia się również inna była towarzyszka Doktora, Martha Jones. Łącznie powstały 4 sezony tego serialu, emitowane w latach 2006–2011. W Polsce serial można oglądać na BBC Entertainment.
W latach 2007–2011 BBC produkowało również serię spin-off Przygody Sary Jane, w której tytułową rolę odgrywała Elisabeth Sladen. W spin-offie tym pojawił się okazjonalnie również Doktor (w 2009 w tej roli David Tennant, w 2010 roku Matt Smith), a także dwaj inni wcześniejsi towarzysze Doktora – w 2008 roku Brygadier Lethbridge-Stewart (w tej roli, po raz ostatni w życiu, Nicholas Courtney), a w 2010 roku Jo Grant (Katy Manning). Produkcja serialu została przerwana w połowie 5 sezonu z powodu śmierci Elisabeth Sladen w kwietniu 2011 roku. W Polsce emitowany na kanałach Cartoon Network oraz Teletoon+.
Zostały wyprodukowane również dwa filmy animowane związane z serialem. Pierwszy z nich, The Infinite Quest (W Polsce wyemitowany pod tytułem Poszukiwanie nieskończoności na kanale ZigZap w 2009 roku), został wyemitowany w ramach programu Totally Doctor Who w 2007 roku. W filmie tym występowali David Tennant i Freema Agyeman w swoich serialowych rolach, ale nie jest on traktowany jako część sezonu serialu. Drugi film animowany, pod tytułem Dreamland, został wyemitowany w 6 częściach na pośrednictwem usługi BBC Red Button oraz za pośrednictwem oficjalnej strony Doktora Who w 2009 roku.
Powstało również wiele serii spin-off niewyprodukowanych przez BBC. Do takich można zaliczyć książkę i słuchowisko Faction Paradox, Iris Wildthyme oraz Bernice Summerfield, a także wyprodukowane bezpośrednio na wideo P.R.O.B.E. czy Downtime. W Australii wyprodukowano także 26-odcinkową serię K-9, która została wyemitowana na Disney XD, również w Polsce.

### Odcinki charytatywne
W 1983 roku, z okazji 20. rocznicy serialu, powstał odcinek zatytułowany The Five Doctors, wyprodukowany na potrzeby pomocy organizacji Children in Need. Odcinek przedstawiał wspólną przygodę czterech z pięciu Doktorów oraz kilku jego towarzyszy. Jest to odcinek pełnometrażowy, trwający 90 minut. Do dziś dnia jest to najdłuższy pojedynczy odcinek telewizyjny Doktora Who, jaki kiedykolwiek został wyemitowany.
W 1993 roku wyprodukowano kolejny charytatywny odcinek specjalny na potrzeby Children in Need. Odcinek ten, zatytułowany Dimensions in Time, miał także uczcić 30. rocznicę powstania serialu. W odcinku tym występuje wielu aktorów, którzy pojawili się w Doktorze Who. Odcinek ten jest także crossoverem z operą mydlaną EastEnders. Był jednym z kilku wyprodukowanych w tym czasie przez telewizję segmentów w technologii 3D, które wykorzystywały efekt Pulfricha do tworzenia efektu trójwymiarowego obrazu.
W 1999 roku powstał kolejny odcinek specjalny, zatytułowany Doctor Who and the Curse of Fatal Death, stworzony na potrzeby Comic Relief i sprzedawany później na kasetach VHS. Ta parodia serialu została podzielona na cztery segmenty, podobnie jak przeciętny odcinek Doktora Who. Podobnie jak serial, skecz naśladuje zawieszenia akcji czy bieganie tym samym korytarzem podczas ucieczki przed wrogiem. W historii tej Doktor (Rowan Atkinson) spotyka na swej drodze zarówno Mistrza, jak i Daleków. Po tym, jak zmuszony jest kilkakrotnie się regenerować, Doktor grany jest później także przez Richarda E. Granta, Jima Broadbenta, Hugh Granta oraz Joannę Lumley. Scenariusz do tego odcinka został napisany przez Stevena Moffata, późniejszego scenarzystę i producenta wykonawczego serialu.
Od powrotu serialu na ekrany w 2005 roku powstało kilka miniodcinków, które wspierały Children in Need. Pierwszy z nich, pozbawiony oficjalnego tytułu, został wyemitowany w listopadzie 2005 roku i przedstawia Davida Tennanta w roli dziesiątego Doktora. Kolejny tego typu odcinek, zatytułowany Time Crash, został wyemitowany w listopadzie 2007 roku.
Kolejne dwa odcinki, zatytułowane kolejno Space oraz Time, wyprodukowano na potrzeby Comic Relief i zostały wyemitowane podczas gali Comic Relief w 2011 roku. Tego samego roku na potrzeby Children in Need wyprodukowano segment, w którym Doktor próbuje przekonać widza do zakupienia na aukcji jego ubrań, które przekazał w ramach donacji.
Na potrzeby edycji Children in Need w 2012 roku wyprodukowano miniodcinek zatytułowany The Great Detective.

### Skecze i nawiązania
W 1985 roku powstał 7-minutowy singiel „Doctor in Distress”. Napisali go Fiachra Trench oraz Ian Levine, a śpiewa grupa „Who Cares?”, złożona z takich zespołów, jak Moody Blues, Hot Gossip, obsady Starlight Express, czy perkusisty zespołu Ultravox. Celem wydania tej piosenki miał być sprzeciw anulowaniu serialu. Piosenka została odświeżona i na nowo zmiksowana w 2011 roku, z dodaniem kolejnych partycypantów.
Doktor Who był wielokrotnie parodiowany przez komików, takich jak Spike Milligan i Lenny Henry. Jon Culshaw wielokrotnie wcielał się w postać czwartego Doktora w serii skeczy pt. Dead Ringers.
Czwarta inkarnacja Doktora pojawiła się w kilku odcinkach serialu animowanego Simpsonowie oraz w Futuramie.
Fandom Doktora Who bywał wyśmiewany lub nawiązywano do niego na łamach takich programów jak Saturday Night Live, The Chaser’s War on Everything, Mystery Science Theater 3000, seriali Family Guy, Amerykański tata, Futurama, Miasteczko South Park, Community, Simpsonowie oraz Teoria wielkiego podrywu.
Nawiązania do Doktora Who pojawiły się także w serialach, takich jak The Middleman, Star Trek: Następne pokolenie oraz Uczciwy przekręt. W emitowanym na kanale Channel 4 serialu Queer As Folk (scenariusz do serialu napisał późniejszy producent wykonawczy Doktora Who, Russell T. Davies), jeden z bohaterów, Vince, był zagorzałym fanem Doktora Who. W podobny sposób postać Olivera w brytyjskim serialu Coupling (którego twórcą był obecny producent wykonawczy serialu, Steven Moffat) jest przedstawiony jako wielki entuzjasta i zbieracz gadżetów związanych z serialem. Nawiązania można również znaleźć w operze mydlanej EastEnders oraz w komedii dla dorosłych Robot Chicken nadawanej w paśmie Adult Swim.
Nawiązania do serialu pojawiły się także w książce Brisingr. Jamie Frazer, jeden z głównych bohaterów cyklu Obca Diany Gabaldon oraz serialu na jej podstawie, był inspirowany postacią jednego z towarzyszy drugiego Doktora, Jamiego McCrimmona.
Słowo TARDIS znajduje się w skróconej wersji Oxford English Dictionary.
Jako część obchodów 50. rocznicy powstania serialu, Peter Davison, aktor odgrywający rolę piątego Doktora, napisał i wyreżyserował parodię The Five(ish) Doctors Reboot, w której gościnnie wystąpiło wielu aktorów, jak i osób związanych z produkcją (zarówno byłą i obecną) serialu. Wyemitowany został 23 listopada 2013 za pośrednictwem strony internetowej BBC. Ponadto, w dniu 50. rocznicy serialu – 23 listopada 2013 roku – wyszukiwarka Google zawierała logotyp świętujący 50 rocznicę emisji pierwszego odcinka serialu. Logotyp posiadał zmienione logo Google oraz animację biegnących rysunkowych jedenastu Doktorów i minigrę.
Z okazji 50-lecia istnienia serialu powstał także teledysk „All of My Angels” szwedzkiego zespołu Machinae Supremacy, nawiązujący do Płaczących Aniołów. Utwór znajduje się na płycie Rise of a Digital Nation.

### Audio
Przygody Doktora pojawiły się również w formie webcastów (takich jak Death Comes to Time z siódmym Doktorem, Real Time z szóstym Doktorem, Scream of Shalka z alternatywnym dziewiątym Doktorem i remake niedokończonego odcinka Shada z ósmym Doktorem) oraz słuchowisk. Są one produkowane przez brytyjską firmę Big Finish Productions. Firma rozpoczęła działalność w lipcu 1999 roku wydaniem odcinka The Sirens of Time. Obecnie wydanych zostało około 300 niezależnych pozycji. Odcinki te są wydawane na płytach CD, a niektóre można było również usłyszeć w radiu (BBC7).

### Książki
Książki związane z Doktorem Who są publikowane od połowy lat 60. XX wieku aż do dziś. Od 1965 do 1991 roku wydawane książki były głównie adaptacjami wyemitowanych odcinków telewizyjnych. Od 1991 roku zaczęły pojawiać się kolejne historie powiązane z uniwersum serialu, które przedstawiały inne, dodatkowe przygody Doktora. Do takich można zaliczyć serie wydawnicze Virgin New Adventures oraz Virgin Missing Adventures. Od przywrócenia serialu na ekrany w 2005 roku kolejne książki są wydawane przez BBC Books. Oprócz tego zostało wydanych wiele książek opisujących historię bądź kulisy serialu, przewodniki oraz recenzje. Istnieją również czasopisma opisujące postępy w produkcji serialu, a także zamieszczające komiksy. Jednym z nich jest wydawany nieprzerwanie od 1979 roku miesięcznik Doctor Who Magazine. Od 2006 roku wydawany jest również miesięcznik Doctor Who Adventures, a w latach 2006–2009 publikowany był dwutygodnik Doctor Who – Battles in Time.

#### Polska
W Polsce również przetłumaczono i wydano kilka książkowych adaptacji odcinków w latach 90., takich jak:
- Terrance Dicks: Władcy Czasu. Juliusz Garztecki (tłum.). Warszawa: Oficyna Wydawnicza Empire, 1994. ISBN 83-86126-01-9. Brak numerów stron w książce (adaptacja odcinka The Three Doctors z przełomu lat 1972–1973)
- Terrance Dicks: Dzień Daleków. Andrzej Solny (tłum.). Warszawa: Oficyna Wydawnicza Empire, 1994. ISBN 83-86126-04-3. Brak numerów stron w książce (adaptacja odcinka Day of the Daleks z 1972 roku)
- Terrance Dicks: Zemsta Cyborgów. Grzegorz Woźniak (tłum.). Warszawa: Oficyna Wydawnicza Empire, 1994. ISBN 83-86126-05-1. Brak numerów stron w książce (adaptacja odcinka Revenge of the Cybermen z 1975 roku)